# Pardosa lyrifera
Pardosa lyrifera là một loài nhện trong họ Lycosidae.
Loài này thuộc chi Pardosa. Pardosa lyrifera được Ehrenfried Schenkel-Haas miêu tả năm 1936.